# Bob Lienhard
Bob Lienhard (Nueva York, 2 de abril de 1948 – 22 de septiembre de 2018) fue un jugador de baloncesto estadounidense, que jugó toda su carrera en el Pallacanestro Cantù italiano.

## Carrera
Lienhard se convirtió en el máximo reboteador de todos los tiempos de Georgia con 1.116 rebotes en su carrera. También tiene el récord de una sola temporada con 396 rebotes, así como el récord de un solo partido con 32 rebotes.
Lienhard fue elegido en el número 61 del Draft de la NBA de 1970 por los Phoenix Suns (Cuarta ronda). Pero nunca jugó en la NBA y se trasladó a Italia para jugar con el Pallacanestro Cantu (1970—1978) con el que tres Copas Korać, dos Copas Saporta y una Copa Intercontinental.